# Місія ООН в Анголі

Розташування Анголи

Місія спостерігачів Організації Об'єднаних Націй в Анголі була створена Радою Безпеки ООН згідно з резолюцією 1118 30 червня 1997 року. Через провал мирного процесу в Анголі, Генеральний секретар ООН повідомив Раді Безпеки ООН, що мандат MONUA не буде продовжений. Місія була офіційно припинена 26 лютого 1999 року, згідно з умовами резолюції 1213 РБ ООН.
MONUA була останньою миротворчою місією в Анголі, їй передували три інших місії з підтримання миру: UNAVEM I, II і III.
Громадянська війна в Анголі вирувала у 1974—2002 рр. і є найтривалішим конфліктом в Африці. З 1988 року «блакитні каски» присутні в Анголі як спостерігачі в конфлікті між UNITA і комуністичним рухом MPLA, до якого належить президент Жозе Едуарду душ Сантуш.

## Втрати
- 9 військовослужбовців[1]
- 1 — цивільна поліція
- 5 міжнародних цивільних співробітників
- 1 — місцевий персонал
- 1 — інший